# 三峡能源
三峡能源（上交所：600905），中国三峡新能源（集团）股份有限公司，是三峡集团新能源业务的战略实施主体。

## 经营
2021年6月，三峡能源业务已覆盖中国30个省、自治区和直辖市，已并网风电、光伏以及中小水电装机规模超1600万千瓦，资产总额超1800亿元。同年6月，三峡能源正式在上海证券交易所主板上市，是中国电力行业历史上规模最大IPO，同时也是A股市值最高的新能源上市公司。9月26日收盘7.11元/股，涨幅高达168.30%，市值也一路飙升至2031.40亿元。
2021年10月15日上午，三峡集团所属三峡能源海南、海西基地210万千瓦光伏光热项目正式开工建设。